# Smicridea breviuncata
Smicridea breviuncata är en nattsländeart som beskrevs av Oliver S. Flint Jr. 1974. Smicridea breviuncata ingår i släktet Smicridea och familjen ryssjenattsländor. Inga underarter finns listade i Catalogue of Life.